# Іллінецький кратер
Ілліне́цький кра́тер — астроблема у Вінницькій області віком близько 400 млн років. Єдина з астроблем України, що частково виходить на поверхню Землі. Кратер лежить на 8 км на захід від міста Іллінці (40 км на південний схід від м. Вінниці) на межі Липовецької та Іллінецької міських громад між селами Лугова, Слобідка, Іваньки та Жорнище.
Частину території астроблеми оголошено пам'яткою природи місцевого значення.

## Історія досліджень
У тектонічному відношенні територія належить до Українського кристалічного щита, в орографічному — лежить на межі Подільської та Придніпровської височин (висоти 255—257 м н. р. м.) на вододілі річок Соб та Собок (басейн Південного Бугу).
Перші геологічні дослідження в долині річки Собок провів 1851 року професор К. Феофілактов, який відзначив існування там незвичної гірської породи, за зовнішнім виглядом відмінної від навколишніх гранітів.
1898 року результати перших петрографічних досліджень порід описав В. Ю. Тарасенко. Відповідні породи було визначено як ортофіри та вулканічні туфи, хоча існування вулкана (хай і давно згаслого) у зоні суцільного кристалічного щита було, щонайменше, дивним.
На межі 1960-70-х років під час археологічних досліджень поблизу сіл Жорнище й Лугова було виявлено давній кар'єр з видобутку, як тоді вважалося, вулканічного туфу, для виготовлення жорен. Було виявлено заготовки жорен, непридатні жорна та шестиметровий шар відходів їх виробництва. Розробку почали племена черняхівської культури у III ст. до н. е. і вона тривала (імовірно, з перервами) до монгольської навали. За сучасною термінологією, породу, яка має зовнішню подібність до вулканічного туфу, класифікують як зювіт.
Кілька жорен, знайдених на розкопках у Києві та датованих 1240 роком, було ідентифіковано як виготовлені з іллінецького кар'єру.
1973 року А. А. Вальтер та В. А. Рябенко за ознаками ударного метаморфізму мінералів визначили метеоритне походження кратера. До також висновку незалежно дійшов В. Л. Масайтіс. Проте метеоритне походження кратера тривалий час залишалося дискусійним.
1975 року було відкрито так звані імпактні алмази, що утворилися з графіту порід мішені (алмаз-лонсдейлітові параморфози графіту) — друге у світі (після Попігайського кратера) відкриття алмазів у корінних породах.
На місці кратера зафіксовано магнітну аномалію розміром 8×9 км (із центром поблизу с. Іваньки) та негативну гравітаційну аномалію діаметром близько 4 км.
В імпактитах Іллінецького кратера виявлено підвищений, порівняно із земним, вміст нікелю та кобальту у співвідношеннях, характерних для порід, забруднених метеоритною речовиною. Це дало підстави остаточно ідентифікувати цю геологічну структуру як метеоритний кратер. Пізніше було виявлено незначне забруднення розплавів іридієм.

## Особливості кратера
Кратер утворився внаслідок зіткнення космічного тіла масою близько 40 млн тонн і діаметром 230—300 м із твердими породами українського кристалічного щита. Метеорит, який від тертя об атмосферу розігрівся до температури плавлення, внаслідок удару вибухнув. Вивільнену при цьому енергію можна порівняти з вибухом 120-мегатонної бомби. 
Первісний діаметр кратера — близько 7 км, а глибина — до 600—800 м. Вік кратера, визначений калій-аргоновим методом, становить 420 млн років, а за аргон-аргоновим методом (40Ar/39Ar) — 444 млн років. Середній діаметр плаща зювітів становив 4,8 км, діаметр зовнішнього кола аутигенних брекчій ~ 6,1 км.
У складі порід кристалічного фундаменту, на якому утворився кратер, переважають граніти та гранодіорити подольського комплексу (собіти). У донній та бокових частинах залягають аутигенні брекчії, що являють собою роздроблені, але не перемішані породи фундаменту, з ознаками ударного метаморфізму. Із заглибленням вони поступово переходять спочатку в катакластичні, а потім — у непорушені породи. На аутигенній брекчії (здебільшого — з поступовим переходом) лежить алогенна (перемішані уламки). Вона складається переважно з уламків граніту й утворює лінзу діаметром близько 4 км навколо центрального підняття, яке має діаметр близько 600—700 м. Потужність цього шару сягає 200 м. Зверху трапляються зювіти (уламки фундаментних порід, зцементовані склом) і тагаміти. Уламки в зювітах мають ознаки ударного метаморфізму та плавлення.
У західній частині алогенні брекчії перекрито товщею пісчано-глинистих відкладів верхнього силуру-нижнього девону (бл. 400 млн років), які частково порушені. Наявність уламків і глиб осадових порід є доказом того, що до моменту зіткнення на поверхні кристалічного фундаменту вже існували відклади платформового чохла невеликої потужності. Ці породи в регіоні не збереглися та їх вік невідомий, разом із тим їх вивчення становить інтерес не лише для імпактної структури, але й для палеогеографічних досліджень узагалі.
На решті кратера брекчію перекрито відкладами палеогенового, неогенового та четвертинного періодів невеликої товщини. Утім, залягання порід детально не вивчено, оскільки пробурені свердловини не пройшли всієї товщі структури.
Сучасна поверхня рельєфу лежить на 400 м нижче рівня земної поверхні на час зіткнення з космічним тілом. Зовнішній діаметр області поширення імпактитів і алогенних брекчій (на сучасному рівні ерозійного зрізу) становить 3,2 км, а діаметр брекчійованих гранітоїдів центральної гірки — близько 650 м.
На захід від кратера на відстані до 30 км трапляються окремі ділянки брекчії потужністю до 10—22 м, аналогічної за складом до алогенної кратерної брекчії. Їх вважають закратерними викидами.

## У культурі
На відміну від інших подібних структур в Україні, які повністю сховані під товщею осадових порід, Іллінецький кратер частково доступний на поверхні.
Жителі навколишніх сіл використовували каміння для фундаментування та спорудження будинків, робили з нього жорна, туристи брали камінь як сувенір. Знайдений у районі астроблеми ріг північного оленя свідчить про наявність поселень в цих місцях, які були важливими торговими пунктами.
Поблизу Лугової знайдено найбільший у світі агат розмірами — 14,5×25×32 сантиметри, зріз якого перебуває в Музеї природознавства Берліна. Мисливці за здобиччю мали надію видобути з кратера виявлені там алмази, але їх кількість дуже мала для видобутку.
1984 року кратер був об'єктом екскурсій 27-ї сесії Міжнародного геологічного конгресу.
У Вінниці регулярно відбуваються міжнародні конференції «КАММАК — Комети, астероїди, метеори, метеорити, астроблеми, кратери», присвячені проблемам взаємодії малих тіл Сонячної системи з планетами й утворенню ударно-вибухових геоструктур (1999, 2002, 2005, 2008, 2011, 2017 рр.). Вінницю обрано місцем для конференцій зокрема тому, що поблизу розташована найдавніша в Україні астроблема.
Територія є унікальною для України, однак вона не має суттєвого туристичного або рекреаційного навантаження. Ділянки приватизовано, відбувається інтенсивна господарська руйнація ландшафтів.

2017 року частину території кратера площею 17,2 га, що розташована на території Якубівської сільської ради за межами с. Лугова, було оголошено геологічною пам'яткою природи місцевого значення.
Ключовим об'єктом пам'ятки природи є території виходу на поверхню брекчійованих порід, які якнайкраще реконструюють історію утворення та подальших змін вибухових кратерів.
2018 року на охоронній території було облаштовано оглядові майданчики, встановлено інформаційні стенди та вказівники. Представники Іллінецької територіальної громади вважали, що пам'ятка матиме великий туристичний потенціал і планували створити в кратері масштабний туристичний комплекс.

## Галерея

Кар'єр № 13 поблизу с. Іваньки (з різних боків)
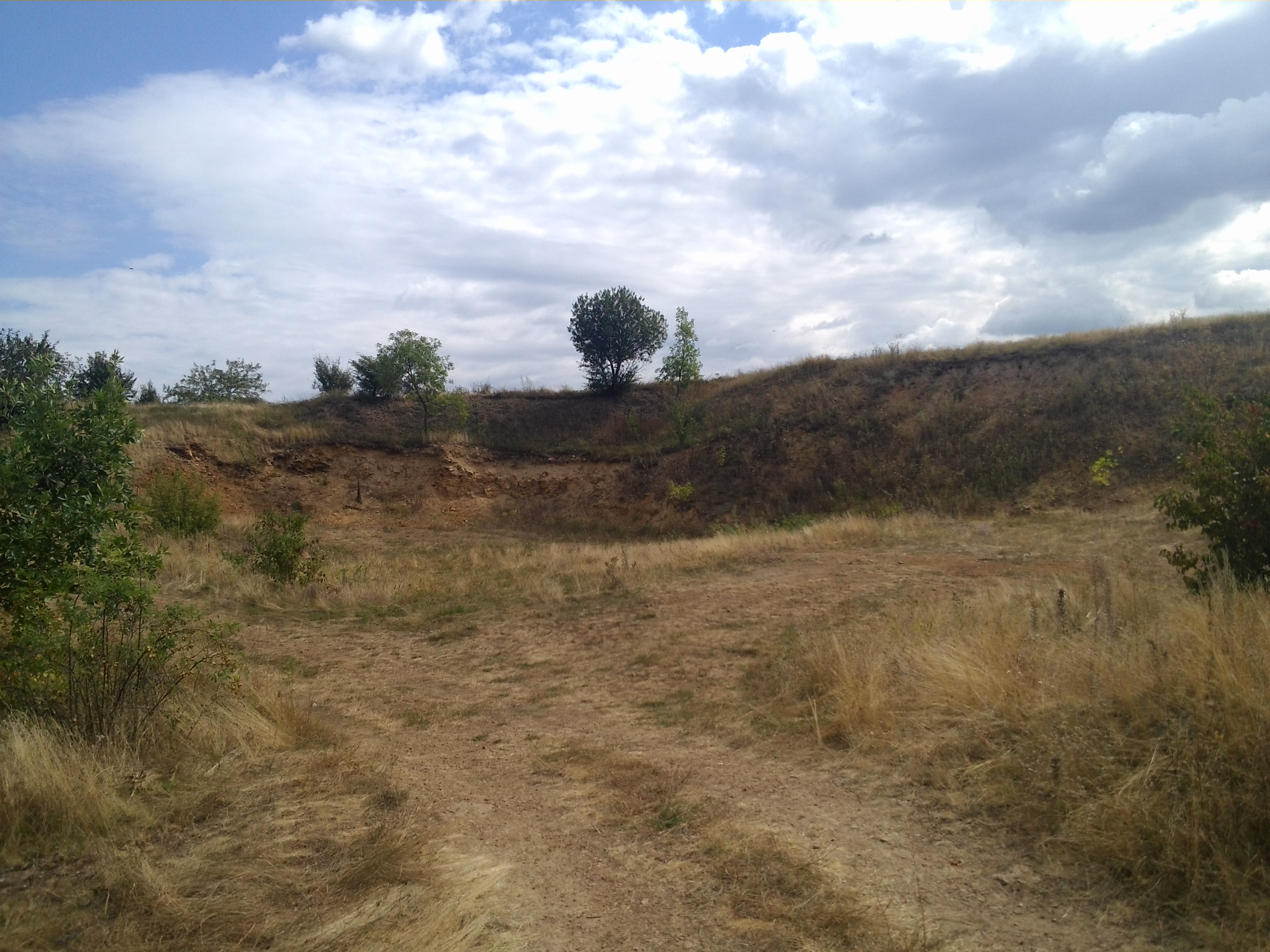
border
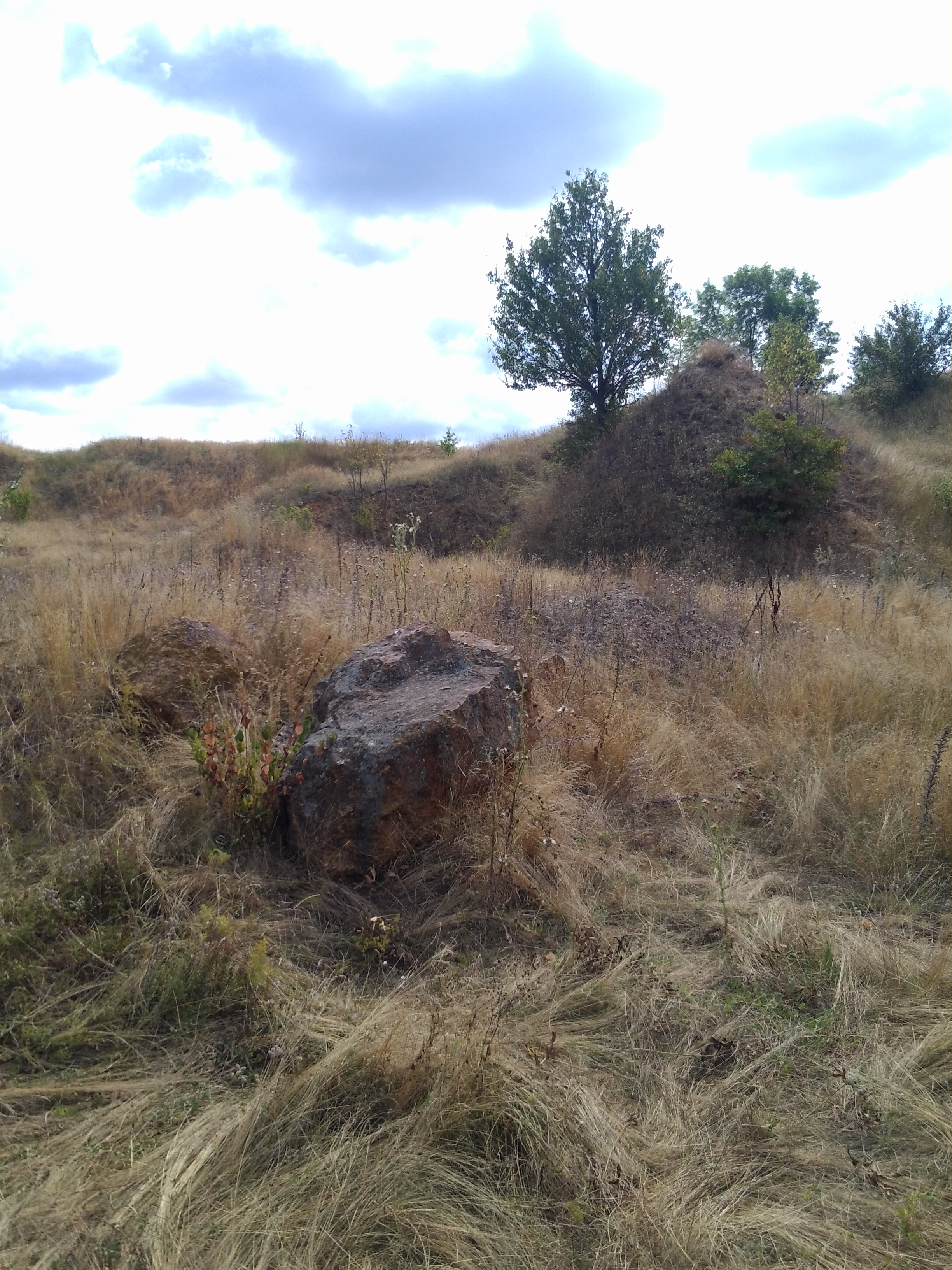
border
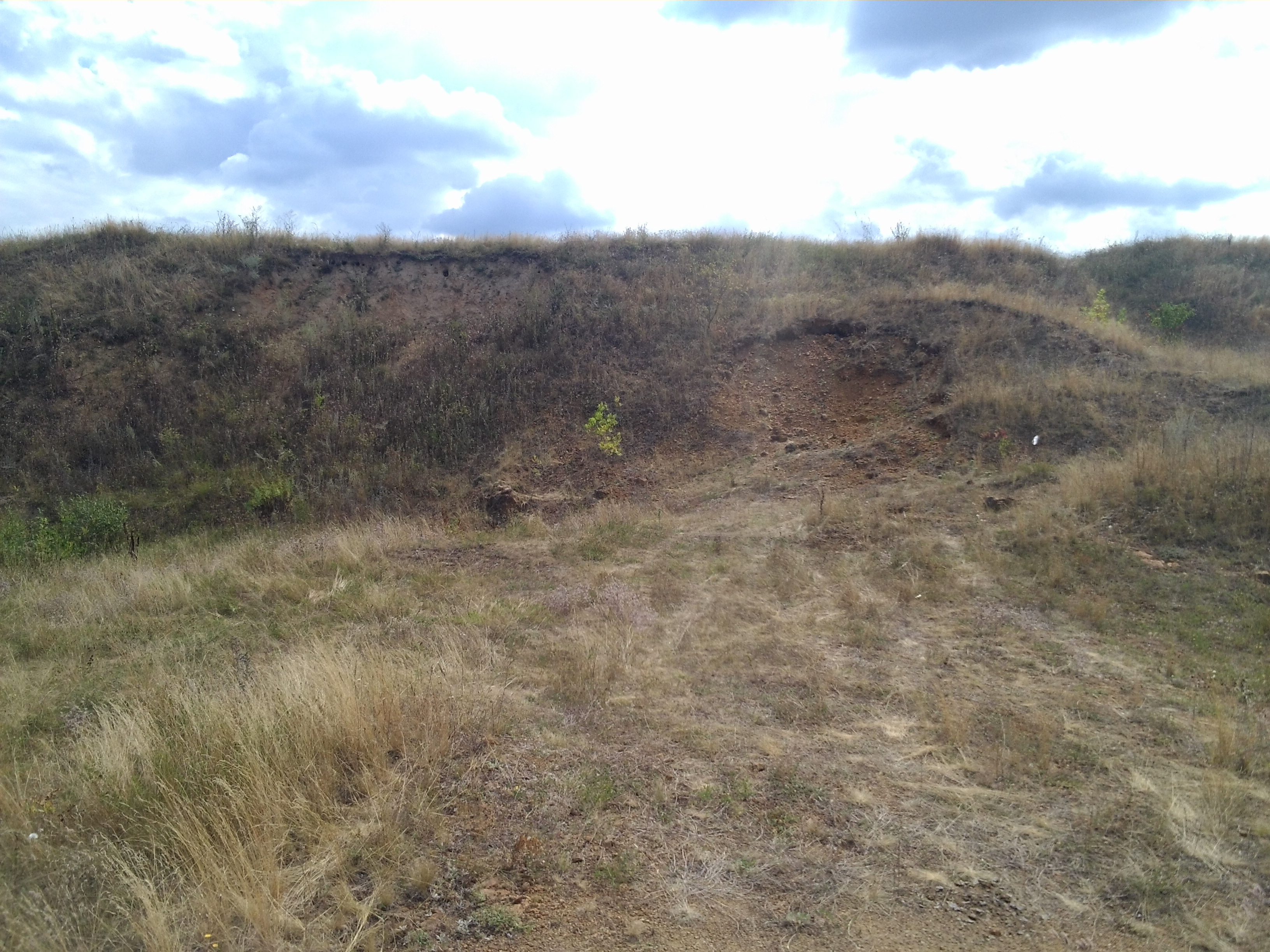
border